# Лунин, Михаил Юрьевич
Михаи́л Ю́рьевич Лу́нин (31 мая 1978) — российский футболист, полузащитник.

## Карьера
Начал карьеру в клубе «Фабус», через год перешёл в московское «Динамо», но за два года в этой команде выше второго состава не продвинулся. В 1999 году перешёл в «Уралан», в составе которого дебютировал в высшей лиге чемпионата России, через полгода уехал в Бельгию и провёл сезон за клуб «Харельбеке». Вернувшись в Россию, играл за клуб «Спартак-Чукотка» в первом дивизионе, а затем ушёл в ЦСКА, где провёл 2 года. 2001 год Лунин провёл в клубе «Факел», а два последующих в команде «Динамо» Санкт-Петербург. В 2004 году перешёл в «Луч-Энергия», затем играл в Казахстане за «Женис» (в его составе участник победного розыгрыша Кубка Казахстана 2005 года, однако покинул команду до его завершения). Позже играл за клубы «Анжи», «Салют-Энергия» и «Факел». В 2007—2008 годах играл за «Спортакадемклуб». В первой половине сезона 2009 года выступал за новороссийский «Черноморец». 14 августа 2009 года перешёл в «Газовик» Оренбург.
В Премьер-лиге провёл 30 игр, забил 2 мяча.